# Rezerwat przyrody Hubert
Hubert – leśny rezerwat przyrody we wsi Dąbrówka w gminie Wielowieś, powołany w celu ochrony fragmentu lasu mieszanego o cechach naturalnych, zachowanego wśród drzewostanów zniekształconych przez gospodarkę człowieka. Rezerwat został utworzony zarządzeniem Ministra Leśnictwa i Przemysłu Drzewnego z dnia 4 kwietnia 1958 r. (M.P. z 1958 r. nr 38, poz. 226). Teren rezerwatu jest w zarządzie Nadleśnictwa Rudziniec (leśnictwo Dąbrówka).
Rezerwat „Hubert” początkowo zajmował powierzchnię 13,47 ha. W 2003 roku został powiększony do 19,26 ha, a w 2015 do obecnych 33,74 ha. Ponadto rezerwat posiada otulinę o powierzchni 35,20 ha. Granice rezerwatu pokrywają się z granicami obszaru siedliskowego sieci Natura 2000 „Hubert” PLH240036.
Rezerwat leży na wysokości 225–230 m n.p.m., w południowo-wschodniej części Równiny Opolskiej, w rozległym kompleksie Borów Stobrawsko-Lublinieckich. Położony jest w dolinie Świbskiej Wody (zlewisko Małej Panwi). Podłoże geologiczne budują wapienie środkowego triasu, przykryte pokrywą osadów czwartorzędowych, złożonych z plejstoceńskich piasków rzecznych i polodowcowych. Rzeźba terenu ma charakter równinny.
Dominującym zespołem roślinnym w rezerwacie jest grąd subkontynentalny w wariancie typowym, jedynie na lokalnych, niewielkich wzniesieniach w północno-wschodniej części rezerwatu wykształciła się postać przejściowa do kontynentalnego boru mieszanego. Warstwę drzew budują głównie sosna zwyczajna (blisko 65%) i dąb szypułkowy (blisko 35%) w wieku od 130 do 160 lat. Towarzyszą im nieliczne buki, jawory i klony, które w wielu przypadkach mają wymiary drzew pomnikowych.
Na obszarze rezerwatu stwierdzono występowanie 107 gatunków roślin naczyniowych (wśród nich 83% to gatunki leśne i zaroślowe), 33 gatunków mchów i 2 gatunków wątrobowców. Spośród chronionych roślin naczyniowych występują tu: bluszcz pospolity, konwalia majowa, kopytnik pospolity, kruszyna pospolita, marzanka wonna i pierwiosnka wyniosła. Z roślin rzadkich rosną tu m.in. czerniec gronkowy, dziewięciornik błotny, kokorycz pełna i malina moroszka.
Fauna rezerwatu obejmuje 56 gatunków kręgowców oraz blisko 200 gatunków bezkręgowców.
Na mocy obowiązującego planu ochrony ustanowionego w 2019 roku, obszar rezerwatu objęty jest ochroną czynną.